# Galassia di Guerre stellari
(Incipit di ogni film della serie)

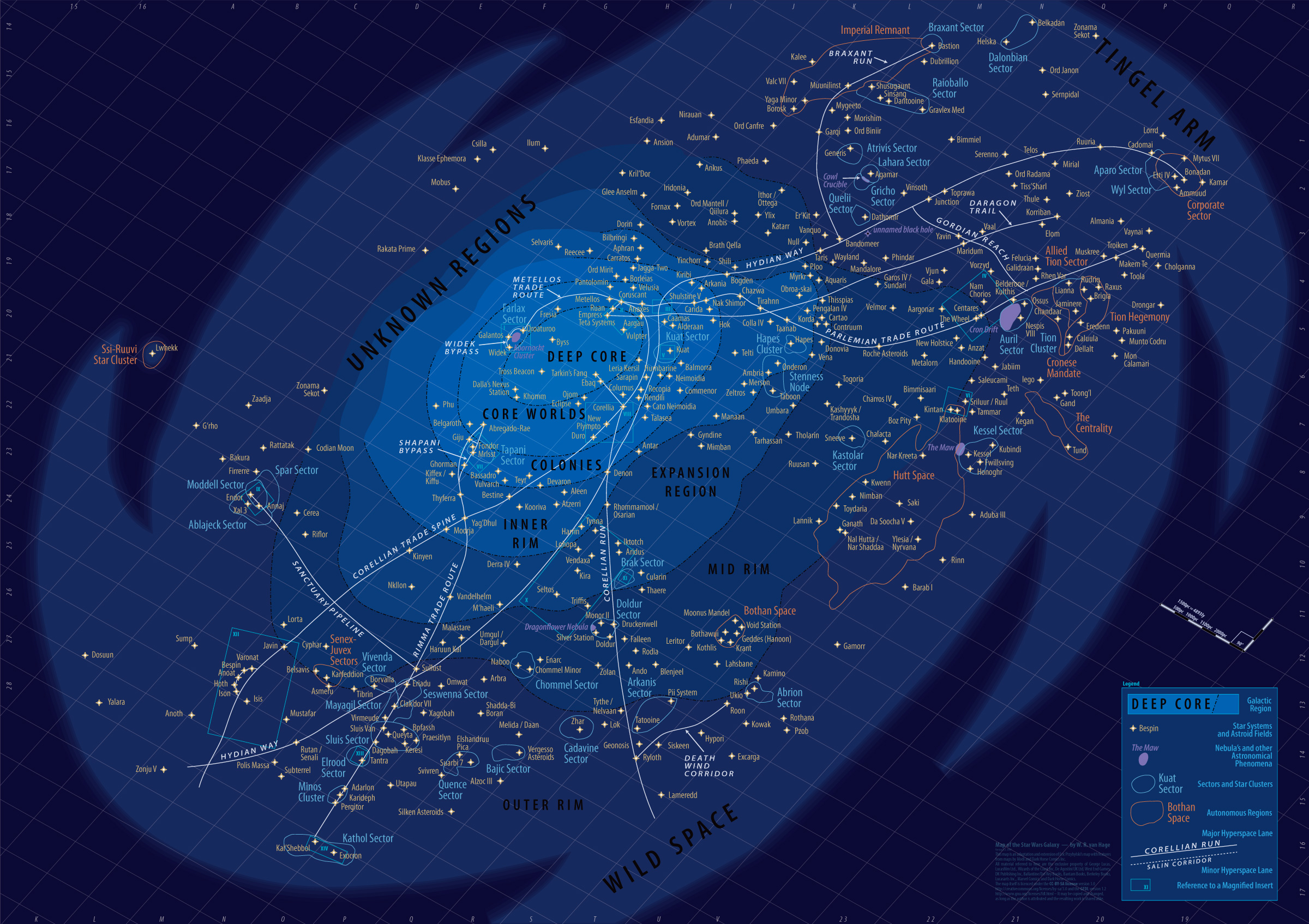
Mappa della galassia di Guerre stellari

Una galassia costituisce l'ambientazione della serie fantascientifica di Guerre stellari. Ogni film della Saga degli Skywalker si apre con il testo statico in colore azzurro "Tanto tempo fa, in una galassia lontana lontana....", seguito dal logo di Guerre stellari.
Si tratta di una delle numerose galassie dell'universo e contiene una moltitudine di pianeti abitati. Gran parte dei pianeti sono affiliati a un singolo governo galattico; nella trilogia prequel esso è la Repubblica Galattica, rimpiazzata dall'Impero Galattico al termine degli eventi de La vendetta dei Sith e durante la trilogia originale. In seguito alla sconfitta dell'Impero e durante la trilogia sequel, la galassia torna a essere governata dalla Nuova Repubblica.

## Storia e governo
La galassia cominciò ad esistere come entità ufficiale millenni prima della Repubblica Galattica, quando venne scoperto il viaggio nell'iperspazio e vennero in contatto tra loro diverse razze intelligenti. La Repubblica rimase per millenni la più grande forma di governo della galassia, grazie anche all'aiuto dei Jedi che furono per migliaia di generazioni i difensori della pace e della giustizia. Dopo un millennio di vita nell'ombra, i Sith riescono a ricostruire il loro impero grazie a Darth Sidious, che con la carica di cancelliere supremo riorganizza la Repubblica trasformandola nell'Impero Galattico. Quest'ultimo subisce una grande sconfitta nella battaglia di Endor, contro l'Alleanza Ribelle, e si dissolve infine al termine della guerra civile galattica. Circa trent'anni dopo la galassia si riunisce nella Nuova Repubblica, ma questa viene attaccata e messa in ginocchio dal Primo Ordine.
Nell'Universo espanso di Guerre stellari la prima forma di governo che si estese per tutta la galassia fu l'Impero Infinito dei rakata nel 49 000 BBY, che terminò molto tempo prima della formazione della civiltà galattica. La Repubblica Galattica prese poi forma quando diversi mondi e specie entrarono in contatto formarono una blanda comunità che seguiva delle regole comuni e utilizzava un sistema monetario uguale. Circa 20 anni dopo la fine della guerra civile galattica, una specie extragalattica conosciuta come yuuzhan vong lancia un assalto alla galassia. Per circa cinque anni essa subisce una grande devastazione, nella quale muoiono più di 300 000 miliardi di persone, prima che gli invasori vengano sconfitti.

## Astrografia
La galassia è solo una delle innumerevoli galassie dell'universo. È formata da circa 400 miliardi di stelle e oltre 3,2 milioni di sistemi abitati da forme di vita.
La galassia è divisa in regioni. Al suo centro si trova il Nucleo Profondo. Contiene un elevato numero di stelle, nebulose e altri corpi celesti che lo rendono la regione più luminosa ma alterano sensibilmente lo spazio-tempo locale. Pertanto il viaggio nell'iperspazio vi risulta difficoltoso e il Nucleo Profondo è rimasta una delle regioni meno esplorate. Fanno seguito i Mondi del Nucleo e le Colonie, due regioni che ospitano i pianeti più prestigiosi, meglio conosciuti e avanzati della galassia, ben collegati e attraversati da rotte iperspaziali strategiche. Questi mondi sono probabilmente la zona d'origine della specie umana e la sua zona di espansione iniziale. Oltre ad essi vi sono poi nell'ordine l'Orlo Interno, la Regione di Espansione, l'Orlo Intermedio e l'Orlo Esterno. Si tratta di zone di periferia, colonizzate a tappe successive dalla civiltà galattica, soprattutto per fornire materie prime ai pianeti del nucleo. Mano a mano che si allontana dal nucleo verso l'Orlo Esterno diminuisce il controllo delle istituzioni, queste regioni periferiche sono pertanto meno densamente abitate, meno mappate e più violente dei Mondi del Nucleo, con alcuni dei più grandi cartelli della criminalità organizzata ivi stanziati.
Nel bordo più esterno della galassia si trova infine lo Spazio Selvaggio, ovvero la frontiera della società galattica solo parzialmente esplorata. Oltre a questa si estendono le Regioni Ignote, largamente inesplorate nel corso della storia galattica e comprendenti anche fitte nebulose, ammassi globulari e aloni galattici.

## Popoli e specie
La galassia è popolata da umani e diverse altre specie senzienti. Robot e droidi sono diffusi e usati estensivamente per svolgere una varietà di compiti per i loro proprietari.

### Lingue
La lingua franca della galassia è la lingua parlata dagli umani evolutasi in Basic Galattico. Le sue origini risiedono nei dialetti umani ed è derivato in parte da antichi linguaggi, come il corelliano. Essendo gli umani la specie più numerosa della galassia, il loro linguaggio venne adottato da molte specie aliene.
La seconda lingua più parlata è lo huttese, che si è espanso con la creazione dell'impero finanziario degli hutt basato su attività di contrabbando e altri atti criminali; è stata adottata anch'essa da diverse specie, come i rodiani, spesso in contatto con gli hutt per affari.
I droidi sono capaci di parlare diverse lingue (nella Vecchia Repubblica i droidi della serie HK, come HK-47, conoscono 6.000 lingue diverse, mentre i droidi successivi come C-3PO possono parlare oltre 6 milioni di lingue). Spesso i droidi tendono a rielaborare il linguaggio e contribuiscono a modificarlo e a migliorarlo. I droidi protocollari sono essenziali negli scambi di informazioni, in quanto vengono utilizzati nelle traduzioni simultanee di diverse lingue.

## Tecnologia
La civiltà galattica è tecnologicamente molto avanzata. I viaggi interplanetari sono possibili grazie ad astronavi e a un sistema di propulsione noto come iperguida, che permette di viaggiare nell'iperspazio sfruttando le pieghe del tessuto spaziale per ridurre significativamente il tempo di viaggio, "saltando" effettivamente da punto a un altro senza bisogno di viaggiare direttamente fra essi, così da ridurre le enormi distanze tra i sistemi della galassia. Quando si effettua il salto nell'iperspazio, per evitare di avvicinarsi troppo a corpi celesti pericolosi, come stelle e buchi neri, sono necessari dei calcoli per individuare il punto di arrivo e il tragitto. A tal fine sono state anche mappate delle rotte sicure, che vengono usate estensivamente per i viaggi e il commercio interplanetario. Esistono otto grandi rotte iperspaziali nella galassia, con centinaia di vie secondarie e migliaia di minori.
Il principale mezzo di comunicazione della galassia è l'HoloNet. Esso consiste in una rete a grande diffusione che opera a velocità superluminale attraverso l'iperspazio per fornire un flusso di ologrammi e altre comunicazioni quasi istantanee ai pianeti membri da qualsiasi punto della galassia. L'HoloNet è stato sviluppato inizialmente dalla Repubblica Galattica, diffondendosi poi rapidamente nella galassia fino a contare almeno un terminale in quasi ogni pianeta. Per comunicazioni a corto raggio esiste invece il comlink, ovvero un piccolo ricetrasmettitore portatile per uso privato che può essere montato sulle astronavi e veicoli o sulle armature dei clone trooper o stormtrooper.
Gli holocron, o olocroni, sono oggetti di forma cubica o piramidale poco più grandi di un palmo il cui scopo è contenere informazioni e registrazioni in forma di ologramma. I Jedi e i Sith li utilizzano per stipare grandi quantità di informazioni e tramandare le loro conoscenze ai posteri. Solo persone sensibili alla Forza possono accedere a un holocron.